# Карранса, Тарек
Тарек Карранса (исп. Tarek Carranza; полное имя — Тарек Брахан Карранса Терри исп. Tarek Carranza); родился 24 мая 1992, Лима, Перу) — перуанский футболист, полузащитник клуба «Сьенсиано».

## Биография
Тарек Карранса был вызван в первую команду клуба «Спортинг Кристал» в январе 2010 года. Он дебютировал в лиге Торено Десинтрализадо при главном тренере Викторе Ривьере в 7-м туре сезона. Он отыграл весь победный матч (1:2) над «Спорт Бойз». Свой первый сезон он закончил с 14-ю матчами в лиге.